# Mireille Baart
Mireille Baart (8 september 1981) is een Nederlandse atlete die gespecialiseerd is in de middellange en lange afstand. Ze veroverde de nationale titel op de marathon in 2017 en boekte daarnaast successen op de weg.
Ze is lid van atletiekvereniging Pallas ‘67.

## Nederlandse kampioenschappen atletiek
| Onderdeel | Jaar |
| --------- | ---- |
| marathon  | 2017 |

## Persoonlijke records
Outdoor
| Afstand | Prestatie | Datum       | Plaats     |
| ------- | --------- | ----------- | ---------- |
| 5000 m  | 17.29,83  | 7 juli 2017 | Wageningen |

Weg
| Afstand         | Prestatie | Datum            | Plaats              |
| --------------- | --------- | ---------------- | ------------------- |
| 15 km           | 55.22     | 17 november 2024 | Nijmegen            |
| 10 Engelse mijl | 58.54     | 2 februari 2020  | Apeldoorn           |
| 20 km           | 1:16.15   | 1 maart 2020     | Alphen aan den Rijn |
| halve marathon  | 1:19.49   | 1 oktober 2017   | Breda               |
| 25 km           | 1:35.28   | 4 februari 2024  | Apeldoorn           |
| 30 km           | 1:57.07   | 8 februari 2015  | Schoorl             |
| marathon        | 2:44.21   | 15 oktober 2017  | Amsterdam           |

## Palmares

### 15 km
- 2016: 19e Zevenheuvelenloop - 56.48 (1e V35)
- 2016: 12e Montferland Run - 56.27 (2e V35)
- 2017: 21e Zevenheuvelenloop - 56.18 (1e V35)
- 2017: 10e Montferland Run - 56.14 (2e V35)
- 2019: 18e Zevenheuvelenloop - 55.25 (1e V35)
- 2019: 9e Montferland Run - 56.05 (1e V35)
- 2022: 37e Zevenheuvelenloop - 56.19 (3e V40)
- 2024: 34e Zevenheuvelenloop - 55.22 (1e V40)

### 10 Engelse mijl
- 2015:  Florijnwinterloop - 1:02.11
- 2016:  Florijnwinterloop - 1:01.25
- 2017:  Tien mijl van Raalte - 1:01.41
- 2018:  Florijnwinterloop - 1:00.21
- 2020:  Florijnwinterloop - 1:00.06
- 2020:  Mini-marathon - 58.54

### 20 km
- 2015: 6e 20 van Alphen - 1:19.11
- 2016: 5e 20 van Alphen - 1:17.40
- 2017: 4e 20 van Alphen - 1:17.21
- 2020: 4e 20 van Alphen - 1:16.15
- 2023:  20 van Alphen - 1:17.34

### halve marathon
- 2015:  halve marathon van Harderwijk - 1:21.56
- 2015:  halve marathon van Ommen - 1:22.50
- 2015:  halve marathon van Texel - 1:24.32
- 2016:  halve marathon van Enschede - 1:21.56
- 2016:  halve marathon van Eindhoven - 1:19.52
- 2016:  halve marathon van Doetinchem - 1:23.14
- 2017:  halve marathon van Utrecht - 1:20.12
- 2017:  Mar-athon rond Sneek en meer - 1:20.11
- 2017: 8e Bredase Singelloop - 1:19.49
- 2018:  halve marathon van Doetinchem - 1:22.26
- 2019:  Loop Leeuwarden - 1:20.34
- 2019:  Mar-athon rond Sneek en meer - 1:21.32
- 2019:  halve marathon van Doetinchem - 1:22.05
- 2020: 11e halve marathon van Egmond - 1:27.33 (1e V35)

### 25 km
- 2016:  Asselronde - 1:38.15
- 2017:  Asselronde - 1:36.28
- 2023:  Asselronde - 1:38.05
- 2024:  Asselronde - 1:35.28

### 30 km
- 2015:  Groet uit Schoorl Run - 1:57.07
- 2016:  Groet uit Schoorl Run - 2:00.58
- 2017:  Groet uit Schoorl Run - 1:59.31

### marathon
- 2012: 38e VSR marathon van Rotterdam - 3:15.31
- 2014: 4e marathon van Enschede - 2:58.33
- 2014:  Berenloop - 2:57.35
- 2015:  marathon van Enschede - 2:51.48
- 2015: 8e marathon van Amsterdam - 2:49.26
- 2016:  marathon van Utrecht - 2:50.30
- 2016: 7e Jungfrau Marathon - 3:46.52
- 2017: 13e marathon van Rotterdam - 2:49.32
- 2017:  NK te Amsterdam - 2:44.21
- 2019:  marathon Zeeland - 2:54.28
- 2021:  Berenloop - 2:56.42
- 2022: 4e Zermatt Marathon - 3:57.38
- 2022: 10e Marathon van Eindhoven - 2:48.14
- 2024:  Slachtemarathon - 2:44.59

- World Athletics: 14631418
- International Standard Name Identifier: 0000 0003 9455 310X
- Nederlandse Thesaurus van Auteursnamen: 352220074
- Virtual International Authority File: 289037253